# Бег на 100 км
Бег на 100 км — классическая дистанция сверхмарафона. Регулируется ИАЮ (Международной ассоциацией сверхмарафона). Соревнования проводятся по шоссе или на стадионе.

## Рекорды
|             | Женщины        | Женщины | Женщины                                | Мужчины           | Мужчины | Мужчины                                      |
| спортсменка | время          | место   | спортсмен                              | время             | место   |                                              |
| ----------- | -------------- | ------- | -------------------------------------- | ----------------- | ------- | -------------------------------------------- |
| Шоссе       | Томоэ Абэ      | 6:33.11 | Юбецу 25 июня 2000                     | Александр Сорокин | 6:05.41 | Бедфорд (Centurion Track 100) 23 апреля 2022 |
| Стадион     | Норими Сакураи | 7:14.6  | Сан-Джованни-Лупатото 27 сентября 2003 | Дон Ричи          | 6:10.20 | Лондон 28 октября 1978                       |

## Соревнования

### Чемпионаты
Начиная с 2016 года чемпионаты мира проводятся по чётным годам, в нечётные — чемпионаты регионов (Европы, Азии и Океании…)

#### Чемпионаты мира
Чемпионат мира по бегу на 100 км (англ. IAU 100K World Championships) проводится ежегодно с 1987 года.
С 2010 года соревнования проводятся под патронажем ИААФ и имеют официальное наименование «IAU 100 km World Championship under the patronage of the IAAF». До 2012 проходили ежегодно. В 2013, после двух переносов, был впервые отменён. Объявленный на 2014 чемпионат в Даугавпилсе сперва изменил дату, затем тоже был отменён. В конце концов, чемпионат-2014 состоялся 21 ноября в столице Катара Дохе. Чемпионат мира 2022 года прошёл 27 августа в пригороде Берлина Бернау.

#### Чемпионаты Европы
Через пять лет после чемпионата мира ИАЮ начала разыгрывать чемпионат Европы. Первым чемпионом в 1992 году в голландском Винсхотене с мировым рекордом стал Жан-Поль Прат (Бельгия). Обычно, если чемпионат мира проходит в Европе, одновременно разыгрывается и чемпионат Европы.

#### Чемпионаты Азии и Океании
Первый чемпионат Азии ИАЮ провела 27 марта 2010 года. Первым чемпионом в корейском Чеджу стал Донмун Ли (Республика Корея). После 2014 не проводился.

#### Чемпионаты России
Первый чемпионат России (не РСФСР) прошёл в сентябре 1991 года в Архангельске. С тех пор проходит ежегодно.